# Planejamento estratégico
O Planejamento Estratégico (português brasileiro) ou Planeamento Estratégico (português europeu) é o conjunto de mecanismos sistêmicos que utiliza processos metodológicos para contextualizar e definir o estabelecimento de metas, o empreendimento de ações, a mobilização de recursos e a tomada de decisões, objetivando a consecução do sucesso. O planejamento estratégico é um processo que pode ser desenvolvido na cultura de qualquer organização, independente do seu tamanho ou segmento.
São inúmeras as definições tanto de "plano" quanto de "estratégia", todavia, existem algumas diferenças básicas entre as duas conceituações. Em linhas gerais, a estratégia é a síntese de uma ideia, que surge da criatividade, sendo qualquer um capaz de estabelecê-la para alcançar objetivos. Já o plano, remete a uma análise fundamentada em metodologia específica, requerendo conhecimento formal, tendo por objetivos a realização de projetos. A união das duas palavras: Plano + Estratégia, gera a ideia de ação (hands on) surgindo o Planejamento Estratégico. Neste conceito, são agregadas peças para compor um sistema que se utiliza de metodologias específicas, com base em criteriosa análise da conjuntura e de cenários prospectivos, para definir metas, onde ressalta-se que estas devem ser específicas, mensuráveis, atingíveis, relevantes e devem permitir acompanhamento, tendo um tempo definido para ocorrer. Para alcançar grandes objetivos, devem-se estabelecer pequenas metas. Todo o planejamento deve ter por base os recursos disponíveis, tanto de pessoal, quanto de material, para que, a partir daí, possam ser definidas as linhas de ação para a consecução dos objetivos propostos. Outro fator a ser considerado no Planejamento Estratégico é que já devem existir respostas para indagações como: "o quê?", "como?", "quem?", "quando?" e "onde?", sendo procedido de rigorosa análise das linhas de ação propostas e da decisão sobre qual caminho seguir. Todo planejamento estratégico tem por finalidade alcançar o sucesso, que pode ser definido como conseguir o que se quer.

## Processo

### Visão geral
O planejamento estratégico é um processo e assim possui entradas (inputs), atividades, produtos (output) e resultados. Este processo, como todos os processos, possui restrições. Ele pode ser formal ou informal e geralmente é repetitivo, com loops de feedback ao longo do processo. Alguns elementos do processo podem ser contínuos e outros podem ser executados como projetos separados com um início e fim definidos para um período. O planejamento estratégico fornece inputs para o pensamento estratégico, que orienta de fato à formação da estratégia. O resultado é a estratégia da organização, que inclui um diagnóstico do ambiente e da situação competitiva, uma política orientadora sobre o que a organização pretende realizar, e as principais iniciativas ou planos de ação para alcançar a política orientadora.
A formulação de estratégia competitiva inclui a consideração de quatro elementos-chave: Porter, Michael (1980)
1. Forças e fraquezas da empresa (explorar vantagens específicas da empresa. E fazer uma análise em o que melhorar nas fraquezas) ;
2. Valores pessoais dos principais implementadores (gerenciamento e conselho);
3. Oportunidades e ameaças da indústria (análise de preços da matéria prima, mão de obra, custos de produção, custo de exportação e importação) ;
4. Expectativas societárias mais amplas.[4]

Os dois primeiros elementos relacionam-se com fatores internos da empresa (ambiente interno), enquanto os dois últimos se relacionam com fatores externos à empresa (ambiente externo).  Estes elementos serão considerados ao longo do processo de planejamento estratégico.
Dentro do Planejamento estratégico deve considerar dois aspectos fundamentais em sua contextualidade:
- Onde a organização se encontra nesse momento;
- Qual posição pretende assumir.

Desse modo, traça-se as seguintes estratégias:
- Meios utilizados para o alcance da meta pretendida;
- Recursos a serem utilizados pela gestão;
- Tempo limite para a execução das etapas;
- Formas de execução de cada ação.[5]

### Entradas (Inputs)
Os dados são obtidos através do recolhimento de fontes específicas como entrevistas com executivos-chave, revisão de documentos publicamente disponíveis sobre a concorrência e/ou mercado, pesquisa primária (ex.: analise das operações e comparação de preços de mercado do concorrente), estudos industriais, etc. Podemos considerar esta compilação como parte do programa de inteligência competitiva. Os inputs são coletados para auxiliar na compreensão do ambiente competitivo e suas oportunidades e riscos. Outras contribuições incluem uma compreensão dos valores das principais partes interessadas como o conselho, os acionistas e a alta administração. Esses valores podem ser capturados nas declarações de visão e missão de uma organização.

### Atividades
A essência da formulação de estratégia competitiva relaciona uma empresa com seu ambiente.

Michael Porter
As atividades de planejamento estratégico abrangem a comunicação entre os líderes e suas equipes, onde busca-se desenvolver um entendimento viável sobre o ambiente competitivo e a resposta da organização em relação a esse ambiente (estratégia). Uma variedade de ferramentas de planejamento estratégico podem ser utilizadas, particionadas em atividades de planejamento estratégico.
Os líderes da organização podem formular questionários, visando obter um feedback referente a formulação da estratégia e coleta de inputs, tais como:
Qual é o negócio ou o interesse da organização?
O que é considerado "valor" para o cliente ou eleitor?
Quais produtos e serviços devem ser incluídos ou excluídos do portfólio de ofertas?
Qual é o alcance geográfico da organização?
O que diferencia a organização de seus concorrentes aos olhos de clientes e outras partes interessadas?
Que habilidades e recursos devem ser desenvolvidos dentro da organização?

### Produtos (outputs)
O produto do planejamento estratégico compreende a documentação e a comunicação que descreve a estratégia da organização e como ela deve ser implementada, referida em alguns casos como "plano estratégico". A estratégia pode envolver um diagnóstico da situação competitiva, uma política orientadora para alcance dos objetivos organizacionais ou planos de ação específicos a serem implementados.  Um plano estratégico pode estender-se a vários anos e ser atualizado periodicamente.
A organização pode usar uma variedade de métodos que mensurem e monitorem o progresso na direção dos objetivos e das medidas estabelecidas como um balanced scorecard ou um mapa estratégico. As empresas também podem planejar suas demonstrações financeiras (ex.: balanços patrimoniais, demonstrações de cálculo de lucros e perdas, e fluxos de caixa) durante vários anos ao desenvolver seu plano estratégico como parte da atividade de definição de metas. O termo "orçamento operacional" é frequentemente usado para descrever o desempenho financeiro esperado de uma organização para o próximo ano. O orçamento operacional ou de curto prazo, que envolve todo o plano de operações da empresa, com a discriminação das receitas, despesas e custos, compõe-se dos orçamentos de vendas, orçamento de produção e orçamento de despesas operacionais que são instrumentos de apoio. Os orçamentos de capital muitas vezes constituem a espinha dorsal de um plano estratégico, especialmente porque cada vez mais se relaciona com as Tecnologias de Informação e Comunicação (TIC).

### Resultados
Embora o processo de planejamento produza produtos conforme descrito, a implementação da estratégia ou a execução do plano estratégico produz resultados. Esses resultados invariavelmente diferem dos objetivos estratégicos. O quão próximos eles são dos objetivos estratégicos e da visão determinará o sucesso ou o fracasso do plano estratégico. Entretanto, encontra-se-á resultância não desejada em meio a tais valores, que deverá ser atendida e entendida para que o desenvolvimento e a execução da estratégia seja um verdadeiro processo de aprendizagem. Um dos objetivos imediatos a serem alcançados pelo plano de ação é garantir que a organização esteja em conformidade com os requisitos legais. Uma organização comercial que opera dentro dos requisitos legais opera com problemas mínimos.
```
Uma variedade de ferramentas analíticas e técnicas são usadas no planejamento estratégico.
[
6
]
 Estes foram desenvolvidos por empresas e firmas de consultoria de gestão para ajudar a fornecer um quadro para o planejamento estratégico. Essas ferramentas incluem:
```

- Diretrizes Organizacionais, que caracteriza-se por ser responsável em definir a visão, missão e valores culturais, sendo este um passo inicial primordial para nortear a organização em seu estagio inicial; outrossim, salienta-se que, o delineamento das diretrizes organizacionais, é a primeira tarefa de gestores para clarificar os objetivos que a empresa visa e que todos colaboradores rumem para tal;
- Análise PEST, que cobre os elementos remotos de ambiente externo – fatores Macroambientais –, como políticos, econômicos, sociais e tecnológicos (PESTLE acrescenta legal/regulatório e ecológico/ambiental);
- Planejamento de cenários, que foi originalmente usado nas forças militares e recentemente usado por grandes corporações para analisar cenários futuros;
- Análise das Cinco Forças de Porter, que aborda a atratividade da indústria e a rivalidade através do poder de barganha dos compradores e fornecedores e a ameaça de produtos de substituição e novos concorrentes no mercado;
- Análise SWOT (strength, weakness, opportunities, threats) , que aborda as forças e fraquezas internas em relação às oportunidades e ameaças externas;
- Analise Modelo VRIO (Valioso, Raro, Inimitável, Organização), que caracteriza-se por analisar e identificar competências essenciais da empresa – sendo estas competências inimitáveis, valiosas e rara para a organização em questão da analise –, visando estabelecer e atingir a vantagem competitiva sustentável;
- Matriz de parcela de crescimento, que envolve decisões de portfólio sobre quais empresas reter ou alienar;
- Balanced Scorecards e mapas de estratégia, que cria um quadro sistemático para medir e controlar a estratégia;
- Avaliação responsiva, que utiliza uma abordagem de avaliação construtivista para identificar os resultados dos objetivos, que, em seguida, suporta futuros exercícios de planejamento estratégico;
- Metodologia S.M.A.R.T (specific; measurable; achievable; relevant; time based) , que utiliza critérios para orientar as definições dos objetivos e metas.

## Planejamento Estratégico x Planejamento Financeiro
Simplesmente expandir as projeções das demonstrações financeiras para o futuro sem considerar o ambiente competitivo é uma forma de planejamento financeiro ou orçamento operacional e não planejamento estratégico. Nos negócios, o termo "plano financeiro" é frequentemente usado para descrever o desempenho financeiro esperado de uma organização para períodos futuros. O termo "orçamento" é usado para um plano financeiro para o próximo ano. Uma previsão combina o desempenho em prazos específicos somados ao desempenho esperado para o resto do ano. Geralmente isso é comparado com plano ou orçamento e desempenho anterior. Os planos financeiros que acompanham um plano estratégico podem incluir  prazos de 3-5 anos de desempenho projetado.
A McKinsey & Company desenvolveu um modelo de maturidade em capacitação na década de 70 para descrever a sofisticação dos processos de planejamento, com o gerenciamento estratégico classificado como o mais alto. Os quatro estágios incluem:
1. Planejamento financeiro: corresponde principalmente os orçamentos anuais e um foco funcional, com um limitado respeito pelo ambiente;
2. Planejamento baseado em previsão: inclusão de planos financeiros plurianuais e alocação de capital mais robusta em todas as unidades de negócios;
3. Planejamento orientado externamente: área de análise detalhada de situação e uma avaliação competitiva;
4. Gestão estratégica: definição do pensamento estratégico generalizado e construção do alicerce estratégico abalizado.

As categorias 1 e 2 caracterizam o planejamento não estratégico ou essencialmente financeiro enquanto que, as categorias 3 e 4, caracterizam o planejamento estratégico. Cada estágio baseia-se nas etapas anteriores, ou seja, uma organização do estágio 4 completa atividades nas quatro categorias.

## Crítica

### Planejamento Estratégico x Pensamento Estratégico
O planejamento estratégico tem sido criticado pela tentativa de sistematização do pensamento estratégico e a formação de estratégias, que Henry Mintzberg argumenta serem inerentemente atividades criativas envolvendo síntese ou "conexão dos pontos" que não podem ser sistematizados. Mintzberg argumenta que o planejamento estratégico pode auxiliar na coordenação dos esforços de planeamento e medição do progresso nos objetivos estratégicos, mas que ocorre em torno do processo de formação da estratégia e não dentro dele. Além disso, planejamento estratégico operando funcionando distante das chamadas "linhas de frente" ou do contato com o ambiente competitivo (onde o efeito da concorrência é mais evidente) podem não ser eficazes no apoio a esforços estratégicos.

## Exemplos de plano estratégico
- PCAOB-Strategic Plan 2014-2018 (PDF) (Inglês)